# Curvolaimus wieseri
Curvolaimus wieseri är en rundmaskart som beskrevs av Timm 1961. Curvolaimus wieseri ingår i släktet Curvolaimus och familjen Oncholaimidae. Inga underarter finns listade i Catalogue of Life.